# Lista de pinturas de Nicolas-Antoine Taunay

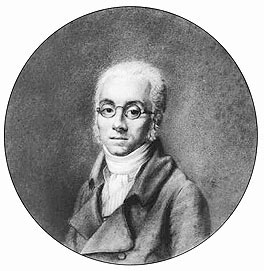
Nicolas-Antoine Taunay, auto-retrato de 1830.

Esta é uma lista não exaustiva de pinturas de Nicolas-Antoine Taunay (1755-1830).
Nicolas-Antoine Taunay foi um pintor, ilustrador, professor francês. Estudou artes em Paris tendo como mestres, François Bernard Lépicié, Nicolas Guy Brenet e Francisco Casanova. Ingressou na Academia Real de Pintura e Escultura em 1784. Ganhou uma bolsa na Academia da França em Roma trabalhando no Palazzo Mancini onde manteve contato com Jacques-Louis David. Em 1816 fez parte da Missão Artística Francesa, trabalhando na Escola Real de Ciências, Artes e Ofícios depois  Academia Imperial de Belas Artes onde foi professor. Retornou a França em 1821.
| Imagem | Título                                                                                        | Data                 | Coleção                                                          | Localização                            | Gênero              | Descrito em |
| ------ | --------------------------------------------------------------------------------------------- | -------------------- | ---------------------------------------------------------------- | -------------------------------------- | ------------------- | --- |
|        | Cimabue e Giotto                                                                              | 1808                 | No/unknown value                                                 | São Paulo                              |                     | O identificador "Q127162601" é desconhecido pelo sistema. Utilize um identificador de entidade válido, por favor. |
|        | The Show (La Parade)                                                                          | década de 1780       | Art Institute of Chicago                                         | Art Institute of Chicago               |                     | O identificador "Q20268292" é desconhecido pelo sistema. Utilize um identificador de entidade válido, por favor.  |
|        | Paisagem com pastores                                                                         |                      | Casa Museu Ema Klabin                                            | Casa Museu Ema Klabin                  | pintura de paisagem | O identificador "Q76322980" é desconhecido pelo sistema. Utilize um identificador de entidade válido, por favor.  |
|        | View of the Road of Quebra Chángala in the Alto da Boa Vista                                  | 1816                 | Coleção Patricia Phelps de Cisneros                              |                                        | pintura de paisagem | O identificador "Q51370900" é desconhecido pelo sistema. Utilize um identificador de entidade válido, por favor.  |
|        | Strandlandschaft                                                                              |                      | Coleções de Pinturas do Estado da Baviera                        | Nova Pinacoteca                        |                     | O identificador "Q30064721" é desconhecido pelo sistema. Utilize um identificador de entidade válido, por favor.  |
|        | L'Extérieur d'un hôpital militaire                                                            | década de 1800       | Departamento de Pinturas do Louvre                               | Sala 939 do Museu do Louvre            |                     | O identificador "Q29839278" é desconhecido pelo sistema. Utilize um identificador de entidade válido, por favor.  |
|        | Hôpital militaire en Italie, 1797                                                             | 1798                 | Departamento de Pinturas do Louvre Museu de História da França   | Museu de História da França            |                     | O identificador "Q115672613" é desconhecido pelo sistema. Utilize um identificador de entidade válido, por favor. |
|        | Un Ermite prêchant                                                                            | século XIX           | Departamento de Pinturas do Louvre Musée des Beaux-Arts d'Arras  | Musée des Beaux-Arts d'Arras           |                     | O identificador "Q115672954" é desconhecido pelo sistema. Utilize um identificador de entidade válido, por favor. |
|        | Paysage, site du Brésil, avec la prédication de saint Jean Baptiste                           | 1819                 | Departamento de Pinturas do Louvre Prefecture of Alpes-Maritimes | Palais de la Préfecture                | arte sacra          | O identificador "Q115676262" é desconhecido pelo sistema. Utilize um identificador de entidade válido, por favor. |
|        | La Prise d'une ville. Épisode situé dans l'Antiquité.                                         | século XVIII         | Departamento de Pinturas do Louvre Prefecture of Alpes-Maritimes | Palais de la Préfecture                |                     | O identificador "Q115676263" é desconhecido pelo sistema. Utilize um identificador de entidade válido, por favor. |
|        | Parade de comédiens et d'acrobates ambulants                                                  | 1789                 | Horvitz Collection                                               |                                        |                     | O identificador "Q116761890" é desconhecido pelo sistema. Utilize um identificador de entidade válido, por favor. |
|        | Landscape with an Aqueduct                                                                    | 1810                 | Los Angeles County Museum of Art                                 | Los Angeles County Museum of Art       | pintura de paisagem | O identificador "Q20881273" é desconhecido pelo sistema. Utilize um identificador de entidade válido, por favor.  |
|        | The Billiard Room                                                                             |                      | Metropolitan Museum of Art                                       | Metropolitan Museum of Art             |                     | O identificador "Q19912529" é desconhecido pelo sistema. Utilize um identificador de entidade válido, por favor.  |
|        | Concert in the Palais Royal                                                                   |                      | Munich Central Collecting Point                                  | Munich Central Collecting Point        |                     | O identificador "Q112227162" é desconhecido pelo sistema. Utilize um identificador de entidade válido, por favor. |
|        | La consultation du docteur Antoine Dubois (1756-1837)                                         | 1810                 | Museu Carnavalet                                                 | Museu Carnavalet                       | pintura de género   | O identificador "Q104377789" é desconhecido pelo sistema. Utilize um identificador de entidade válido, por favor. |
|        | Bergers au repos                                                                              |                      | Museu Fabre                                                      | Museu Fabre                            | pintura de género   | O identificador "Q117310576" é desconhecido pelo sistema. Utilize um identificador de entidade válido, por favor. |
|        | Le jeu de cartes                                                                              | 1800                 | Museu Fabre                                                      | Museu Fabre                            | pintura de paisagem | O identificador "Q117830603" é desconhecido pelo sistema. Utilize um identificador de entidade válido, por favor. |
|        | Le jeu de boules                                                                              | 1800                 | Museu Fabre                                                      | Museu Fabre                            | pintura de paisagem | O identificador "Q117830754" é desconhecido pelo sistema. Utilize um identificador de entidade válido, por favor. |
|        | Henry IV and his Suite Hunting                                                                | 1804                 | Museu Hermitage                                                  | Museu Hermitage                        |                     | O identificador "Q21716395" é desconhecido pelo sistema. Utilize um identificador de entidade válido, por favor.  |
|        | Country Landscape                                                                             | 1776                 | Museu Hermitage                                                  | Museu Hermitage                        | pintura de paisagem | O identificador "Q21716868" é desconhecido pelo sistema. Utilize um identificador de entidade válido, por favor.  |
|        | Mountain Landscape                                                                            | 1776                 | Museu Hermitage                                                  | Museu Hermitage                        | pintura de paisagem | O identificador "Q21723107" é desconhecido pelo sistema. Utilize um identificador de entidade válido, por favor.  |
|        | Triumph of the Guillotine                                                                     |                      | Museu Hermitage                                                  | Museu Hermitage                        |                     | O identificador "Q27970845" é desconhecido pelo sistema. Utilize um identificador de entidade válido, por favor.  |
|        | Regresso da Boda                                                                              | 1801                 | Museu Nacional de Arte Antiga                                    | Museu Nacional de Arte Antiga          | pintura de género   | O identificador "Q96351168" é desconhecido pelo sistema. Utilize um identificador de entidade válido, por favor.  |
|        | Retrato de Félix-Émile Taunay                                                                 | 1805                 | Museu Nacional de Belas Artes                                    | Museu Nacional de Belas Artes          | retrato             | O identificador "Q122984486" é desconhecido pelo sistema. Utilize um identificador de entidade válido, por favor. |
|        | Estudo para Sagração de Dom Pedro I                                                           | 1828                 | Museu Nacional de Belas Artes                                    | Museu Nacional de Belas Artes          |                     | O identificador "Q124157263" é desconhecido pelo sistema. Utilize um identificador de entidade válido, por favor. |
|        | Entrada da baía e da cidade do Rio a partir do terraço do Convento de Santo Antônio           | 1816                 | Museu Nacional de Belas Artes                                    | Museu Nacional de Belas Artes          |                     | O identificador "Q124157406" é desconhecido pelo sistema. Utilize um identificador de entidade válido, por favor. |
|        | Moisés salvo das águas                                                                        | 1827                 | Museu Nacional de Belas Artes                                    | Museu Nacional de Belas Artes          |                     | O identificador "Q124157421" é desconhecido pelo sistema. Utilize um identificador de entidade válido, por favor. |
|        | Retrato da criada Jeanneton                                                                   | 1813                 | Museu Nacional de Belas Artes                                    | Museu Nacional de Belas Artes          | retrato             | O identificador "Q124157433" é desconhecido pelo sistema. Utilize um identificador de entidade válido, por favor. |
|        | Vista da enseada de Botafogo                                                                  | 1816                 | Museu Nacional de Belas Artes                                    | Museu Nacional de Belas Artes          |                     | O identificador "Q124157444" é desconhecido pelo sistema. Utilize um identificador de entidade válido, por favor. |
|        | Retrato de Teodoro Taunay criança                                                             | 1800                 | Museu Nacional de Belas Artes                                    | Museu Nacional de Belas Artes          | retrato             | O identificador "Q124157473" é desconhecido pelo sistema. Utilize um identificador de entidade válido, por favor. |
|        | Une jeune fille surprise à la vue d'une ourse                                                 |                      | Museu Nacional de Belas Artes de Argel                           | Museu Nacional de Belas Artes de Argel |                     | O identificador "Q110271395" é desconhecido pelo sistema. Utilize um identificador de entidade válido, por favor. |
|        | The Bride's Garter or Village Wedding                                                         | 1808                 | Museu Pushkin                                                    | Museu Pushkin                          | pintura de género   | O identificador "Q127162435" é desconhecido pelo sistema. Utilize um identificador de entidade válido, por favor. |
|        | Installation d'une statue de la République by Nicolas-Antoine Taunay                          | 1793                 | Museu da Revolução Francesa                                      | Museu da Revolução Francesa            |                     | O identificador "Q115266860" é desconhecido pelo sistema. Utilize um identificador de entidade válido, por favor. |
|        | Landscape with a Ruin and Peasants                                                            |                      | Museu de Arte de Filadélfia                                      | Museu de Arte de Filadélfia            | pintura de paisagem | O identificador "Q20810147" é desconhecido pelo sistema. Utilize um identificador de entidade válido, por favor.  |
|        | Landscape with Horsemen                                                                       |                      | Museu de Arte de Filadélfia                                      | Museu de Arte de Filadélfia            | pintura de paisagem | O identificador "Q20810148" é desconhecido pelo sistema. Utilize um identificador de entidade válido, por favor.  |
|        | Paisagem da campanha romana                                                                   |                      | Museu de Arte de São Paulo                                       | Museu de Arte de São Paulo             |                     | O identificador "Q49873715" é desconhecido pelo sistema. Utilize um identificador de entidade válido, por favor.  |
|        | Paisagem                                                                                      | século XIX           | Museu de Arte de Worcester                                       | Museu de Arte de Worcester             | pintura de paisagem | O identificador "Q79036794" é desconhecido pelo sistema. Utilize um identificador de entidade válido, por favor.  |
|        | Rencontre d'Henri IV et de Sully dans la plaine de Beuvron le lendemain de la bataille d'Ivry |                      | Museu de Belas Artes de Nantes                                   | Museu de Belas Artes de Nantes         |                     | O identificador "Q122680948" é desconhecido pelo sistema. Utilize um identificador de entidade válido, por favor. |
|        | Paysage avec le Christ et l'hémoroïsse                                                        | década de 1810       | Museu de Grenoble                                                | Museu de Grenoble                      | arte sacra          | O identificador "Q106609904" é desconhecido pelo sistema. Utilize um identificador de entidade válido, por favor. |
|        | Entry of the French army in Munich                                                            | 1830                 | Museu de História da França Palácio de Versalhes                 | Museu de História da França            | pintura histórica   | O identificador "Q15732709" é desconhecido pelo sistema. Utilize um identificador de entidade válido, por favor.  |
|        | Héroïsme des marins du vaisseau Le Vengeur commandés par le capitaine Renaudin                | 1795                 | Museu de História da França Palácio de Versalhes                 | Museu de História da França            | pintura histórica   | O identificador "Q45906115" é desconhecido pelo sistema. Utilize um identificador de entidade válido, por favor.  |
|        | Danses villageoises                                                                           | 1790                 | Museum of Fine Arts of Reims                                     | Museum of Fine Arts of Reims           |                     | O identificador "Q115925875" é desconhecido pelo sistema. Utilize um identificador de entidade válido, por favor. |
|        | Bac sur une rivière                                                                           |                      | Museum of Fine Arts, Dole                                        | Museum of Fine Arts, Dole              |                     | O identificador "Q130262147" é desconhecido pelo sistema. Utilize um identificador de entidade válido, por favor. |
|        | L'amant statufié                                                                              |                      | Museum of Fine Arts, Dole                                        | Museum of Fine Arts, Dole              |                     | O identificador "Q130262148" é desconhecido pelo sistema. Utilize um identificador de entidade válido, por favor. |
|        | Les naufragés                                                                                 |                      | Musée Magnin                                                     | Musée Magnin                           |                     | O identificador "Q134894823" é desconhecido pelo sistema. Utilize um identificador de entidade válido, por favor. |
|        | Messe dans la campagne romaine                                                                | 1814                 | Musée de la Chartreuse de Douai                                  | Musée de la Chartreuse de Douai        |                     | O identificador "Q122011712" é desconhecido pelo sistema. Utilize um identificador de entidade válido, por favor. |
|        | Attaque de brigands                                                                           |                      | Musée des Beaux-Arts de Quimper                                  | Musée des Beaux-Arts de Quimper        |                     | O identificador "Q112864245" é desconhecido pelo sistema. Utilize um identificador de entidade válido, por favor. |
|        | Henri IV caracolant devant une dame à son balcon                                              | século XIX           | Musée national du château de Pau                                 | Musée national du château de Pau       | pintura histórica   | O identificador "Q106241989" é desconhecido pelo sistema. Utilize um identificador de entidade válido, por favor. |
|        | Portrait of Gerard van Spaendonck                                                             | década de 1810       | Noordbrabants Museum                                             | Noordbrabants Museum                   | retrato             | O identificador "Q26922728" é desconhecido pelo sistema. Utilize um identificador de entidade válido, por favor.  |
|        | Retrato de D. Francisco António, Príncipe da Beira                                            | 1816                 | Palácio Nacional de Queluz                                       | Queluz                                 | retrato             | O identificador "Q63165563" é desconhecido pelo sistema. Utilize um identificador de entidade válido, por favor.  |
|        | Retrato da Infanta Maria da Assunção de Bragança                                              | 1820                 | Palácio Nacional de Queluz                                       | Queluz                                 | retrato             | O identificador "Q63165671" é desconhecido pelo sistema. Utilize um identificador de entidade válido, por favor.  |
|        | Dona Carlota Joaquina, wife of King Dom João VI of Portugal, Brazil and Algarves              | 1817                 | Palácio Nacional de Queluz                                       | Palácio Nacional de Queluz             |                     | O identificador "Q123042600" é desconhecido pelo sistema. Utilize um identificador de entidade válido, por favor. |
|        | Retrato da Marquesa de Belas                                                                  | 1816                 | Q59247460 Acervo da Fundação Estudar Brasiliana Iconográfica     | Pinacoteca de São Paulo                | retrato             | O identificador "Q28809959" é desconhecido pelo sistema. Utilize um identificador de entidade válido, por favor.  |
|        | An open-air auction in a town square                                                          | 1 de janeiro de 1800 | Rafael Valls Limited                                             | Rafael Valls Limited                   |                     | O identificador "Q114719046" é desconhecido pelo sistema. Utilize um identificador de entidade válido, por favor. |
|        | Gemäldeauktion auf einem italienischen Platz                                                  | 1795                 | Staatliche Kunsthalle                                            | Staatliche Kunsthalle                  |                     | O identificador "Q104523780" é desconhecido pelo sistema. Utilize um identificador de entidade válido, por favor. |
|        | Coast Scene, Rio de Janeiro                                                                   | 1817                 | Victoria and Albert Museum                                       | Victoria and Albert Museum             |                     | O identificador "Q119032573" é desconhecido pelo sistema. Utilize um identificador de entidade válido, por favor. |

∑ 56 items.